# 어린이의 비밀
어린이의 비밀(이탈리아어: Il segreto dell'infanzia, 독일어: Kinder sind anders)은 이탈리아의 교육자 마리아 몬테소리의 1950년 저서이다.

## 개요
마리아 몬테소리는 이 책에서 아동발달, 이를 위한 교육적 도움의 가능성과 어려움 그리고 아동과 어른의 관계에 대해 기술하고 있다. 교육이란 교사가 어린이를 가르치는 것이 아니라 자기규율과 관용을 위한 자기교육이며 어린이의 인격 존중이라고 생각했다. 가르치는 자가 자기훈련과 어린이의 입장에서 생각하는 능력이 부족할 때, 아무리 성실하게 교육한다 하더라도 정상적인 어린이들을 변덕스럽고 불복종하며 거짓말하게 만드는 결과를 초래한다. 따라서 몬테소리는 부모들에게 그들의 자녀를 일회적 존재로서의 인간으로 진지하게 받아들이고, 부모 자신의 의지의 도구로 남용하지 말라고 호소하고 있다. 이 책은 어린이와 더불어 생활하고 일하는 모두를 위해 어린이의 영혼을 참되게 이해하는 길을 제시하고 있으며 교육적인 도움을 제공하고 있다.

## 주제
교육의 고전이 된 이 책에서 교육자 마리아 몬테소리가 다룬 주제는 아동 발달, 교육적 지원의 가능성과 어려움 그리고 어린이와 어른들과의 관계 세 가지이다. 몬테소리는 교사의 자기규율과 관대함을 지향하는 자기교육이요 어린이 인격을 철저히 존중하는 것을 교육이라고 생각했다. 어른들의 부족한 자기규율과 어린이에 대한 지배욕 그리고 어린이 정신세계의 눈높이에 맞춰 생각하는 능력의 부족 등으로 어른들은 아이들을 정성스럽게 교육함에도 불구하고 정상아들을 변덕스럽고 불순종하며 거짓말하게 만든다. 따라서 몬테소리는 부모들에게 자기 자녀를 인간으로서 일회적 존재임을 진지하게 받아들이고 자녀를 본인 의지를 관철시키는 도구로 사용하지 말 것을 호소하였다. 몬테소리는 어린이와 더불어 생활하고 작업하는 모든 것을 위하여 어린이의 정신을 제대로 이해하는 길을 제시하였고 어린이에게 교육적 지원을 아끼지 않았다.
몬테소리는 1907년 로마의 산 로렌조(San Lorenzo)에서 어린이집(Casa dei Bambini)을 개원된 이후 교육현장에서 꾸준히 어린이의 모습과 행동을 관찰, 기록하였다. 심도 있는 관찰을 통하여 외견상 알 수 없는 어린이의 정신세계에 접근하여 어른과는 질적으로 다른 어린이 고유의 특성들을 발견하였다.
19세기 말에서 20세기 초 유럽의 상황은 산업화, 기술화, 도시화로 외적 발전을 가져왔으나, 이러한 변화가 스스로를 위협하고 커다란 위기의식을 갖게 했다. 이러한 위기의식은 내적인 인간에 대한 관심으로 전환하게 되었고 모든 사회 문화적인 문제가 교육의 문제로 제기되었다. 사회 문화적 비판은 개혁교육운동으로 이어졌다. 몬테소리는 개혁교육의 선구자로서 ‘아동으로부터의 교육’을 통해 어린이를 개선하고 모든 교육의 문제를 어린이로부터 해결하고자 함으로써 현대 유아교육 발전에 크게 이바지했다. 이 책은 몬테소리가 첫 번째 어린이집에서의 경험을 바탕으로 쓴 것으로 평이한 내용처럼 보이지만 보통 사람이 그저 보아 넘길만한 아이들의 행동을 예리하게 분석하고 참된 어린이의 본질을 파악하는데 도움을 주고 있다.
몬테소리는 아동에게 적절한 학습 상황과 가능성이 주어질 때에야 제대로 효과가 나타나는 특수한 학습 의욕의 발달단계로 시간적 제한이 있는 민감기가 있음을 발견하였다. 언어, 운동, 사회적 행동, 질서 등에 대한 민감기에 있는 어린이는 그에 상응하는 교육을 받아야 하며, 이러한 발달 욕구에 맞는 행동과 학습의 가능성을 발견하였다. 몬테소리는 민감기에 적합한 교육 프로그램을 제시하였는데 동작교육, 일상생활훈련, 감각교육, 언어교육, 수학교육, 문화교육 등으로 나눈다. 감각교육과 감각 교구는 몬테소리 교육의 핵심이다. 이들은 ‘어린이의 내면에서 진행되는 작업에 도움을 줄 뿐 아니라 또 이끌어 주는 역할’을 하며, 아이들이 ‘내면에서 형상물을 만들어 나가는데’에도 도움을 준다(Grundlagen, 14). 그리고 감각교육과 감각 교구는 질서를 잡아 나가는데 도움을 주며, 정신의 발달에 기여한다. 이러한 지적 작업의 주요 기능은 대상을 인식하고, 구분 짓고, 서로를 연결하고 추상화하며, 짝, 집단 그리고 계층을 만들어 내고, 이들을 순차적으로 나열하는 것 등이 있다. 이들 주요 기능은 감각교구를 통해 활성화 되고 훈련을 쌓게 된다.
이를 위해 몬테소리는 모든 감각 기능과 관련된 교구들을 개발해 내었다. 구체적으로 차원, 형상 그리고 색상을 구분하는 필요한 교구들, 표면 구조 및 질감의 차이를 인식하게 하는 교구들, 무게, 냄새, 맛, 소리, 온도 등을 각각 구분하는데 필요한 교구 등이 있다.
이 책의 원 제목은 ≪Il segreto dell'infanzia≫로 1950년 Garyanti, Mailand에서 출판된 것인데, 1987년 독일 Deutscher Taschenbuch Verlag GmbH & Co. KG, München에서 ≪Kinder sind anders≫ 라는 제목으로 번역되었다.

## 같이 보기
- 마리아 몬테소리